# Cybaeina minuta
Espèce
Synonymes
- Cybaeus minutus Banks, 1906

Cybaeina minuta est une espèce d'araignées aranéomorphes de la famille des Cybaeidae.

## Distribution
Cette espèce se rencontre aux États-Unis dans l'Ouest du Washington et dans le Nord-Ouest de l'Oregon et au Canada en Colombie-Britannique sur l'île de Vancouver,.

## Description
La femelle holotype mesure 3,5 mm.
Le mâle décrit par Chamberlin et Ivie en 1932 mesure 4,5 mm et la femelle 3,6 mm.

## Systématique et taxinomie
Cette espèce a été décrite sous le protonyme Cybaeus minutus par Banks en 1906. Elle est placée dans le genre Cybaeina par Chamberlin et Ivie en 1932.

## Publication originale
- Banks, 1906 : « Descriptions of new American spiders. » Proceedings of the Entomological Society of Washington, vol. 7, p. 94-100 (texte intégral).